# Велика Ломница
Велика Ломница је насељено место града Крушевца у Расинском округу. Према попису из 2022. има 665 становника (према попису из 2011. било је 891 становника).
Велика Ломница је једно од већих села у града Крушевца. Својим извориштем киселе воде „Ломнички кисељак“ и својим географским положајем Ломница има огромне могућности да постане бањско, рекреативно, туристичко место. Кроз Ломницу пролази пут који води на планину Јастребац.
У селу је седамдесетих и осамдесетих године 20. века се налазило насеље у којем су били смештени Омладинске радне бригаде на Савезној омладинској радној акцији „Морава“.

## Прошлост насеља
Историја Велике Ломнице је занимљива. Ломница је некада била велико ловиште кнеза Лазара. Велика Ломница је посебно насељено место док су Буци и Буковица засебна села. Велика Ломница некада је сачињавала, административно, Буци, Ломницу и Буковицу, данас то није случај, осим јединствене месне канцеларије и сеоске амбуланте, остало је одељено. Без обзира што су Буци, Ломница и Буковица једно матично подручије, сви уписи у матичне књиге врше се одвојено по сваком насељу. Сва три села пописују се на попису становништва посебно и статистички и физички су раздвојена (табле испред сваког села). Назив Велика Ломница долази од некадашњег назива јединственог насеља које су чинили Ломница и Буци. Засеоци села Велика Ломница су Кисела вода, Берковац, Лабурци. У селу постоји и културно-уметничко друштво Радомир Јаковљевић Јакша, које носи име по народном хероју кога су Немци убили на Бубњу код Ниша 2. децембра 1943. године. Фолклораши КУД Јакша успешно су прошле године учествовали у емисији Шљивик. По Јакши се зове и основна школа у којој се до 2005. налазио и споменик народном хероју. Такође село има и фудбалски клуб.

## Демографија
У насељу Велика Ломница живи 774 пунолетна становника, а просечна старост становништва износи 45,8 година (44,3 код мушкараца и 47,3 код жена). У насељу има 284 домаћинства, а просечан број чланова по домаћинству је 3,17.
Ово насеље је великим делом насељено Србима (према попису из 2002. године), а у последња три пописа, примећен је пад у броју становника.
|  |

| Демографија | Демографија | Демографија |
| Година      | Становника  | Становника  |
| ----------- | ----------- | ----------- |
| 1948.       | 1.000       |             |
| 1953.       | 1.041       |             |
| 1961.       | 1.010       |             |
| 1971.       | 943         |             |
| 1981.       | 977         |             |
| 1991.       | 947         | 918         |
| 2002.       | 899         | 944         |
| 2011.       | 891         |             |
| 2022.       | 665         |             |

| Етнички састав према попису из 2002.‍ | Етнички састав према попису из 2002.‍ | Етнички састав према попису из 2002.‍ | Етнички састав према попису из 2002.‍ | Етнички састав према попису из 2002.‍ |
| ------------------------------------ | ------------------------------------ | ------------------------------------ | ------------------------------------ | ------------------------------------ |
|                                      |                                      |                                      |                                      |                                      |
| Срби                                 | Срби                                 |                                      | 885                                  | 98,44%                               |
| Црногорци                            | Црногорци                            |                                      | 2                                    | 0,22%                                |
| Југословени                          | Југословени                          |                                      | 2                                    | 0,22%                                |
| непознато                            | непознато                            |                                      | 8                                    | 0,88%                                |

| \| \| м \| \| \| ж \| \| ? \| 3 \| \| \| 4 \| \| 80+ \| 4 \| \| \| 20 \| \| 75—79 \| 27 \| \| \| 25 \| \| 70—74 \| 41 \| \| \| 34 \| \| 65—69 \| 33 \| \| \| 47 \| \| 60—64 \| 28 \| \| \| 26 \| \| 55—59 \| 21 \| \| \| 20 \| \| 50—54 \| 42 \| \| \| 43 \| \| 45—49 \| 51 \| \| \| 53 \| \| 40—44 \| 21 \| \| \| 24 \| \| 35—39 \| 12 \| \| \| 22 \| \| 30—34 \| 21 \| \| \| 17 \| \| 25—29 \| 36 \| \| \| 28 \| \| 20—24 \| 28 \| \| \| 22 \| \| 15—19 \| 25 \| \| \| 24 \| \| 10—14 \| 17 \| \| \| 17 \| \| 5—9 \| 17 \| \| \| 14 \| \| 0—4 \| 20 \| \| \| 12 \| \| Просек : \| 44,3 \| \| \| 47,3 \| |      |  |  |      |
| |      |  |  |      |
| | м    |  |  | ж    |
| ? | 3    |  |  | 4    |
| 80+ | 4    |  |  | 20   |
| 75—79 | 27   |  |  | 25   |
| 70—74 | 41   |  |  | 34   |
| 65—69 | 33   |  |  | 47   |
| 60—64 | 28   |  |  | 26   |
| 55—59 | 21   |  |  | 20   |
| 50—54 | 42   |  |  | 43   |
| 45—49 | 51   |  |  | 53   |
| 40—44 | 21   |  |  | 24   |
| 35—39 | 12   |  |  | 22   |
| 30—34 | 21   |  |  | 17   |
| 25—29 | 36   |  |  | 28   |
| 20—24 | 28   |  |  | 22   |
| 15—19 | 25   |  |  | 24   |
| 10—14 | 17   |  |  | 17   |
| 5—9 | 17   |  |  | 14   |
| 0—4 | 20   |  |  | 12   |
| Просек : | 44,3 |  |  | 47,3 |

| Година пописа     | 1948. | 1953. | 1961. | 1971. | 1981. | 1991. | 2002. |
| ----------------- | ----- | ----- | ----- | ----- | ----- | ----- | ----- |
| Број домаћинстава | 210   | 224   | 250   | 255   | 268   | 258   | 284   |

| Број чланова      | 1  | 2  | 3  | 4  | 5  | 6  | 7 | 8 | 9 | 10 и више | Просек |
| ----------------- | -- | -- | -- | -- | -- | -- | - | - | - | --------- | ------ |
| Број домаћинстава | 42 | 85 | 45 | 55 | 24 | 25 | 6 | 0 | 1 | 1         | 3,17   |

| Пол    | Укупно | Неожењен/Неудата | Ожењен/Удата | Удовац/Удовица | Разведен/Разведена | Непознато |
| ------ | ------ | ---------------- | ------------ | -------------- | ------------------ | --------- |
| Мушки  | 393    | 95               | 267          | 23             | 6                  | 2         |
| Женски | 409    | 59               | 263          | 75             | 10                 | 2         |
| УКУПНО | 802    | 154              | 530          | 98             | 16                 | 4         |

| Пол    | Укупно                    | Пољопривреда, лов и шумарство | Рибарство                            | Вађење руде и камена | Прерађивачка индустрија       |
| ------ | ------------------------- | ----------------------------- | ------------------------------------ | -------------------- | ----------------------------- |
| Мушки  | 136                       | 5                             | 0                                    | 0                    | 61                            |
| Женски | 105                       | 16                            | 0                                    | 0                    | 32                            |
| Укупно | 241                       | 21                            | 0                                    | 0                    | 93                            |
|        |                           |                               |                                      |                      |                               |
| Пол    | Производња и снабдевање   | Грађевинарство                | Трговина                             | Хотели и ресторани   | Саобраћај, складиштење и везе |
| Мушки  | 5                         | 14                            | 18                                   | 0                    | 6                             |
| Женски | 0                         | 2                             | 19                                   | 3                    | 4                             |
| Укупно | 5                         | 16                            | 37                                   | 3                    | 10                            |
|        |                           |                               |                                      |                      |                               |
| Пол    | Финансијско посредовање   | Некретнине                    | Државна управа и одбрана             | Образовање           | Здравствени и социјални рад   |
| Мушки  | 2                         | 2                             | 6                                    | 2                    | 2                             |
| Женски | 2                         | 0                             | 2                                    | 4                    | 13                            |
| Укупно | 4                         | 2                             | 8                                    | 6                    | 15                            |
|        |                           |                               |                                      |                      |                               |
| Пол    | Остале услужне активности | Приватна домаћинства          | Екстериторијалне организације и тела | Непознато            | Непознато                     |
| Мушки  | 2                         | 0                             | 0                                    | 11                   | 11                            |
| Женски | 2                         | 0                             | 0                                    | 6                    | 6                             |
| Укупно | 4                         | 0                             | 0                                    | 17                   | 17                            |